# ハート (あいみょんの曲)
「ハート」は、2021年11月24日に発売されたあいみょんの12thシングル。表題曲はTBS系火曜ドラマ『婚姻届に判を捺しただけですが』の主題歌に使用されている。同楽曲はCDリリースに先駆けて10月20日に先行配信された。

## 背景
2021年9月14日、あいみょんが10月からスタートするテレビドラマ「婚姻届に判を捺しただけですが」の主題歌を担当すること、また同年5月発表の「愛を知るまでは/桜が降る夜は」以来およそ6カ月ぶりとなるシングルをリリースすることが発表された。10月8日にはそのジャケットビジュアルが公開され、同日放送のTOKYO FM「SCHOOL OF LOCK!」では、楽曲のフル音源が初オンエアされた。

## チャート成績
10月20日に先行配信された表題曲「ハート」は、2021年10月27日公開（集計期間：2021年10月18日～10月24日）のビルボード・ジャパンチャートにて10,932DLを売り上げ、ダウンロード3位を獲得した。その約1ヶ月後の11月24日にCDが発売されると、12月1日公開のチャートではフィジカル2指標（シングル10位、ルックアップ6位）のポイントが加算され、総合チャート「JAPAN HOT 100」では前週20位から7位にランクアップ。同時にストリーミングの最高順位も14位まで更新している。翌週はさらにストリーミングで10位まで順位を伸ばした。

## 認定とセールス
|                                | 認定 (RIAJ) | 売上/再生回数      |
| ------------------------------ | ----------- | ------------------ |
| ダウンロード                   | 未公表      | -                  |
| ストリーミング                 | プラチナ    | 100,000,000 回再生 |
| *認定のみに基づく売上/再生回数 |             |                    |

## 収録曲
| 全作詞・作曲: あいみょん。 |                                |            |            |                                    |      |
| #                          | タイトル                       | 作詞       | 作曲・編曲 | 編曲                               | 時間 |
| 1.                         | 「ハート」                     | あいみょん | あいみょん | 立崎優介、田中ユウスケ、室屋光一郎 | 4:31 |
| 2.                         | 「森のくまさん」               | あいみょん | あいみょん | 関口シンゴ                         | 3:21 |
| 3.                         | 「ハート」(Instrumental)       | あいみょん | あいみょん |                                    | 4:31 |
| 4.                         | 「森のくまさん」(Instrumental) | あいみょん | あいみょん |                                    | 3:21 |
| 合計時間:                  | 合計時間:                      | 合計時間:  | 15:45      |                                    |      |

## テレビ披露
| 日付           | 放送局       | 番組名                                      | 演奏曲 | 出典   |
| -------------- | ------------ | ------------------------------------------- | ------ | ------ |
| 2021年11月19日 | テレビ朝日系 | ミュージックステーション                    | ハート | [ 16 ] |
| 2021年12月8日  | フジテレビ系 | 2021 FNS歌謡祭 第2夜                        | ハート | [ 17 ] |
| 2021年12月16日 | NHK総合      | SONGS                                       | ハート | [ 18 ] |
| 2021年12月20日 | TBS系        | CDTVライブ!ライブ!クリスマス4時間スペシャル | ハート | [ 19 ] |
| 2021年12月24日 | テレビ朝日系 | ミュージックステーションスーパーライブ2021  | ハート | [ 20 ] |